# Dubh Loch (Benbecula)
Dubh Loch ist ein Süßwassersee auf der schottischen Hebrideninsel Benbecula beziehungsweise in der traditionellen Grafschaft Inverness-shire.

## Beschreibung
Der See liegt auf einer Höhe von sieben Metern über dem Meeresspiegel im Nordosten der dünn besiedelten Insel Benbecula. Er befindet sich in einem durch zahlreiche kleine Seen geprägten Gebiet der kleinen Insel. Vor dem Westufer erhebt sich der 124 Meter hohe Ruaval, die mit Abstand höchste Erhebung der Insel. In einer äußerst dünn besiedelten Region gelegen, sind seine Ufer unbesiedelt. Die nächstgelegene Siedlung ist die 1,5 Kilometer nordwestlich am North Ford Causeway gelegene Streusiedlung Gramsdale. Dubh Loch ist nicht durch Straßen erschlossen. Wenige hundert Meter nördlich verläuft jedoch die unbefestigte Straße nach Flodday und bei Gramsdale ist die A865 erreichbar, die Hauptverkehrsstraße der Insel.
Der langgezogene Dubh Loch weist eine maximale Länge von 1,12 Kilometern bei einer maximalen Breite von 0,27 Kilometern auf, woraus sich eine Seefläche von 15 Hektar und ein Umfang von vier Kilometern ergeben. Die mittlere Tiefe des Dubh Loch beträgt 5,7 Meter, woraus ein Volumen von 861.824 Kubikmetern resultiert. Sein Einzugsgebiet umfasst 83 Hektar und besteht zu etwa 48,9 % aus Moorlandschaften, während Grundwasser 23,4 % des Zuflusses ausmacht. Das Einzugsgebiet erstreckt sich im Wesentlichen nach Norden und Süden und umfasst die Ostflanke des Ruaval. Der See verfügt über keine benannten Zuflüsse. Vom Südufer fließt ein unbenannter Bach ab, der in den wenig als hundert Meter entfernten Nachbarsee Loch na Dèighe fo Thuath mündet. Dieser entwässert über den Loch na Dèighe fo Dheas in die Meeresbucht Loch Uskavagh an der Schottischen See.